# Kasselgult
Kasselgult är ett syntetiskt, oorganiskt, gult till orangegult pigment bestående av en blyoxiklorid med ungefärlig formel PbCl2·5-7PbO. Det användes främst i slutet av 1700-talet och en bit in på 1800-talet, men blev senare ersatt av mer beständiga pigment.
Vanliga synonymer är Turners gult, patentgult, mengel, veronesergult, parisergult och mineralgult. I den internationella pigmentdatabasen Colour Index har Kasselgult namnet Pigment Yellow 30 (PY30) och nummer 77592.
I och med blyinnehållet är originalpigmentet giftigt. För färger som idag säljs som "Turner's yellow" avser namnet vanligen endast färgnyansen och innehåller helt andra pigment.

## Historia
Den svenska kemisten Carl Wilhelm Scheele anses ha varit först med att beskriva ämnet och en framställningsväg år 1770.
Några år senare, 1781, tog den brittiska kemisten James Turner patent på pigmentet, vilket följdes av en uppmärksammad patentstrid med andra pigmenttillverkare och marknadsföring med namnet Turner's patent yellow. Namnet kommer alltså inte av den samtida konstnären J.M.W. Turner, även om associationen är förståelig.
Pigmentet har påvisats även i äldre målningar, men inte i någon större omfattning.